# Fly (Breaking Bad)
"Fly" es el décimo episodio de la tercera temporada de la serie estadounidense de drama criminal Breaking Bad, y el trigésimo episodio general de la serie. Escrito por Sam Catlin y Moira Walley-Beckett y dirigido por Rian Johnson, se estrenó en AMC en los Estados Unidos y Canadá el 23 de mayo de 2010.

## Trama
Walter empieza a sufrir insomnio y mira la luz intermitente de su detector de humo mientras intenta volver a dormir. En la mañana, llega con Jesse al laboratorio de metanfetamina, donde comienzan a fabricar otro lote de la droga. Al final del día, Walt calcula que su rendimiento, aunque está por encima de lo que deben producir, está por debajo de lo que él espera. Jesse, que ha estado tomando en secreto pequeñas cantidades para su distribución personal, sugiere que puede deberse a derrames u otras pérdidas, pero Walt insiste en que hay otra razón.
Después de que Jesse termina su labor por el día y se va, Walt ve una mosca doméstica en el laboratorio, que comienza a molestarlo y teme que pueda contaminar el proceso de fabricación de metanfetamina. Intenta numerosos medios para aplastarlo, como lanzar su zapato hacia el techo e incluso colgando precariamente de la pasarela del laboratorio, desde donde se resbala y cae al suelo. Cuando Jesse regresa al día siguiente, encuentra a Walt todavía con dolor por la caída y exige que no puedan comenzar a cocinar hasta que se deshagan de la mosca, por lo cual fabricó un objeto para matarla. Jesse se preocupa por la falta de sueño de Walt y sugiere que salgan a la calle para resolverlo. Sin embargo, cuando Jesse se va, Walt lo deja fuera del laboratorio, alegando que no lo ayuda y vuelve a buscar a la mosca. Cuando Jesse desconecta la energía principal del laboratorio en respuesta, Walt lo deja entrar para que puedan trabajar juntos. Jesse consigue papel matamoscas que cuelgan por el laboratorio, así como algunas pastillas para dormir que pone en secreto en el café que le sirve a Walt. Luego cuenta una historia sobre su difunta tía, que experimentó alucinaciones auditivas como resultado de la propagación del cáncer al cerebro. Walt afirma que todavía está en remisión.
Mientras esperan para atrapar a la mosca, los dos hablan de sus familias. Walt afirma que ya debería haber muerto y trata de pensar en el momento perfecto para hacerlo: después de tener suficiente dinero, después del nacimiento de su hija Holly, antes de su cirugía y antes de que Skyler supiera lo que había estado haciendo. Finalmente decide que el momento perfecto para morir habría sido la noche en que murió Jane Margolis, contándole a Jesse su conversación con su padre Donald. Intenta calcular las posibilidades de encontrarse con el padre y la hija en diferentes escenarios en la misma noche a pesar de no haberlos visto antes, pero encuentra que las probabilidades son demasiado astronómicas para calcularlas; en ello, poco a poco comienza a desvanecerse. Jesse se distrae cuando ve la mosca cerca del techo. Mientras trata de usar una escalera de tijera para alcanzar la mosca, un Walt cada vez más adormilado parece dispuesto a confesarle a Jesse su papel en la muerte de Jane, pero en el medio le dice que lo lamenta mucho. Jesse le dice que la muerte de Jane no fue culpa de nadie, pero aún la extraña. Jesse vuelve a bajar y, al ver que la mosca aterriza en la escalera, la aplasta y la mata.
Jesse lleva a un Walt dormido a un sofá mientras limpia el laboratorio y se prepara para comenzar a preparar el próximo lote. Ya en la mañana se van juntos, pero Walt advierte a Jesse que si ha estado robando su producto, no podrá protegerlo si Gus se entera. Jesse niega haber tomado nada y afirma que no le está pidiendo a nadie que lo proteja. Esa noche, Walt se despierta con un zumbido y ve una mosca aterrizando en la luz intermitente del detector de humo.

## Producción
"Fly" se produjo como resultado de las considerables restricciones presupuestarias de la serie y de no poder pagar los $25,000 a $35,000 dólares necesarios para trasladar los camiones de producción a una nueva ubicación. El creador de la serie, Vince Gilligan, comentó: "Estábamos irremediablemente por encima del presupuesto... y necesitábamos idear lo que se llama un 'episodio de botella', ambientado en un lugar". El episodio fue escrito por Sam Catlin y Moira Walley-Beckett, y dirigido por Rian Johnson; se estrenó en AMC en los Estados Unidos y Canadá el 23 de mayo de 2010.
Junto con los extras en la lavandería, Bryan Cranston y Aaron Paul son los únicos dos actores que aparecen en el episodio. Los habituales de la serie Dean Norris (Hank), Betsy Brandt (Marie) y RJ Mitte (Walt Jr.) están acreditados pero no aparecen. La voz de Anna Gunn (Skyler) se escucha en el episodio, pero se reutiliza el audio del episodio de la segunda temporada "Phoenix".
Gilligan señaló que el escenario y el elenco limitado permitieron darle al episodio un ritmo más lento y una exploración más profunda de los rasgos y motivos de los personajes:

Incluso si las realidades financieras no entraron en juego, siento como showrunner que debe haber una cierta forma y ritmo para cada temporada, y los máximos realmente altos a los que tratas de llegar al final de una temporada – los grandes momentos dramáticos de acción y violencia, los grandes momentos operísticos por los que te esfuerzas – no creo que aterrizaran tan mal si no tuvieras los momentos de tranquilidad que los precedieron. Los episodios tranquilos hacen que los episodios más tensos y dramáticos resalten aún más de lo normal solo por su contraste.
Vince Gilligan

## Recepción

### Audiencia
La transmisión original del episodio fue vista por 1,20 millones de personas, que fue una disminución de los 1,62 millones del episodio anterior, "Kafkiano". Tiene el segundo número más bajo de espectadores en su transmisión original de cualquier episodio de la tercera temporada, justo por delante de "Half Measures" (1,19 millones).

### Reseñas
Donna Bowman de The AV Club le dio a "Fly" una calificación A, elogió la dirección de Rian Johnson y comentó que el episodio "habría sido estelar incluso con una dirección más convencional, pero con las imágenes desquiciadas y las audaces yuxtaposiciones que proporciona Johnson, es uno de los más horas distintivas de televisión que es probable que veamos este año". En Time, James Poniewozik lo llamó "el episodio más inusual y posiblemente el mejor de Breaking Bad hasta ahora", comparándolo favorablemente con "Pine Barrens" de Los Soprano. En Entertainment Weekly, Ken Tucker dijo que estaría "sorprendido si tanto Bryan Cranston como Aaron Paul no usan el episodio para considerarlo en los Emmy", y lo elogió por "[abrirse] para convertirse en una oportunidad para que Walt y Jesse expliquen más plenamente las tristezas y remordimientos que tienen por todo".
Alan Sepinwall, escribiendo para HitFix, especuló que "Fly" puede ser "el mejor espectáculo de botellas de todos los tiempos" y comentó en el subtítulo de su reseña que el enfoque de ahorro de presupuesto terminó conduciendo a "un clásico instantáneo". Emma Dibdin de Digital Spy, Kathryn Kernohan de Junkee, y Kaitlin Thomas de TV.com lo clasificaron entre los mejores episodios del programa. En 2013, Matt Zoller Seitz, escribiendo para Vulture, nombró a "Fly" como el mejor episodio de toda la serie, calificándolo como un "episodio perfecto de Breaking Bad y una hora perfecta de televisión". El mismo año, ocupó el quinto lugar en la clasificación de Entertainment Weekly de los 62 episodios de mejor a peor, con Darren Franich escribiendo: "Algunas personas desprecian 'Fly' por sus pretensiones artísticas y su arco argumental que no lleva a ninguna parte. Otros, francamente, piensan que pertenece mucho más arriba en esta lista. Pero todos podemos estar de acuerdo en que 'Fly' es uno de los grandes episodios de botella de la nueva era dorada de la televisión". Ian Sandwell nombró este episodio como el mejor episodio de botella número uno.
Sin embargo, Tasha Robinson de The AV Club argumentó que el episodio presenta "una visión de Walt que de ninguna manera coincidía con la imagen mental que había construido de él en el transcurso de la serie, como un hombre enojado que se justifica a sí mismo que podría ser realmente rudo cuando sea necesario: en cambio, tenemos que verlo como irracional y mezquino hasta el punto de la estupidez absoluta, tomando acción idiota tras acción que claramente pone en riesgo su seguridad y bienestar... todo para atrapar una mosca". Robinson "lo odió", escribiendo sobre el episodio para un artículo en el que numerosos escritores del sitio discutieron lo que pensaban que eran los episodios más débiles de los grandes programas.
En 2016, The Guardian nombró el episodio en su lista de la mejor hora de televisión de la historia. En 2019, The Ringer clasificó a "Fly" como el decimocuarto mejor episodio de la serie.